# Günter Pickert
Günter Pickert (Eisenach, 23 de junho de 1917 – 11 de fevereiro de 2015) foi um matemático alemão, que trabalhou principalmente com geometria e didática da matemática.

## Vida
Pickert fraquentou a escola em Eisenach e estudou matemática e física a partir de 1933 na Universidade de Göttingen (dentre outros frequentou as aulas de David Hilbert em 1933/1934 sobre os fundamentos da geometria) e na Universidade Técnica de Gdańsk. Obteve um doutorado em 1939 na Universidade de Göttingen, orientado por Helmut Hasse, com a tese Neue Methoden in der Strukturtheorie der kommutativ-assoziativen Algebren, Mathematische Annalen Vol. 116, p. 217).
Na Segunda Guerra Mundial foi soldado na Polônia, Rússia (Stalingrado) e Tunísia, no final já como primeiro-tenente. De 1943 a 1946 foi prisioneiro de guerra nos Estados Unidos. A partir de 1946 foi assistente na Universidade de Tübingen (com Erich Kamke, Konrad Knopp e Hellmuth Kneser), onde obteve a habilitação em 1948, onde foi docente e em 1953 professor extraordinário (paralelamente lecionou em 1950 em Göttingen e em 1951 em Heidelberg). A partir de 1962 foi professor ordinário e diretor do Instituto de Matemática da Universidade de Giessen, onde aposentou-se em 1985.
Em 1955 foi publicado seu livro sobre planos projetivos.
Foi a partir de 1960 coeditor do Mathematisch-Physikalische Semesterberichte e também dos periódicos Praxis der Mathematik e Didaktik der Mathematik. Em 1991 foi doutor honoris-causa da Universidade de Würzburgo. Recebeu em 1988 a Ordem do Mérito da República Federal da Alemanha de 1ª Classe.
Dentre seus doutorandos constam Johannes André, Benno Artmann, Sibylla Prieß-Crampe, Günter Törner e Helmut Salzmann..

## Obras
- Einführung in die höhere Algebra (= Studia mathematica. 7, ZDB-ID 184926-8). Vandenhoeck & Ruprecht, Göttingen 1951.
- Lineare Algebra. Normalformen von Matrizen (= Encyklopädie der mathematischen Wissenschaften mit Einschluss ihrer Anwendungen. Band 1, 1, Heft 3, Teil 1). 2., völlig neubearbeitete Auflage. Teubner, Leipzig 1953, (Digitalisat).
- Mitautor der Beiträge Polynome, Aufbau des Systems der reellen Zahlen, Komplexe Zahlen und Quaternionen in: Heinrich Behnke, Friedrich Bachmann e Kuno Fladt (Eds.) Grundzüge der Mathematik. Band 1: Grundlagen der Mathematik, Arithmetik und Algebra. Vandenhoeck & Ruprecht, Göttingen 1958.
- Analytische Geometrie (= Mathematik und ihre Anwendungen in Physik und Technik. Reihe A, 24, ZDB-ID 503787-6). Akademische Verlagsgesellschaft Geest & Portig, Leipzig 1953.
- Projektive Ebenen (= Grundlehren der mathematischen Wissenschaften in Einzeldarstellungen. 80, ISSN 0072-7830). Springer, Berlin u. a. 1955.
- Ebene Inzidenzgeometrie. Beispiele zur Axiomatik mit einer Einführung in die formale Logik (= Schriftenreihe zur Mathematik. 8, ISSN 0559-0221). Otto Salle, Frankfurt am Main u. a. 1958.
- Einführung in die Differential- und Integralrechnung. Klett, Stuttgart 1969.
- Einführung in die endliche Geometrie. Klett, Stuttgart 1974, ISBN 3-12-983250-5.
- Metrische Geometrie in vektorieller Darstellung. Klett, Stuttgart 1983, ISBN 3-12-983400-1.